# Euchromia congoana
Euchromia congoana là một loài bướm đêm thuộc phân họ Arctiinae, họ Erebidae.